# Deronectes algibensis
Deronectes algibensis là một loài bọ cánh cứng trong họ Bọ nước. Loài này được Fery & Fresneda miêu tả khoa học năm 1988.